# Kurhannoversches Reuterregiment R 2-A
Das zweite Kavallerie-Regiment oder Kurhannoversche Reuterregiment R 2-A (1672)  war ein Verband der schweren Kavallerie der kurhannoverschen Armee von etwa 1664 bis 1803.

## Aufstellung

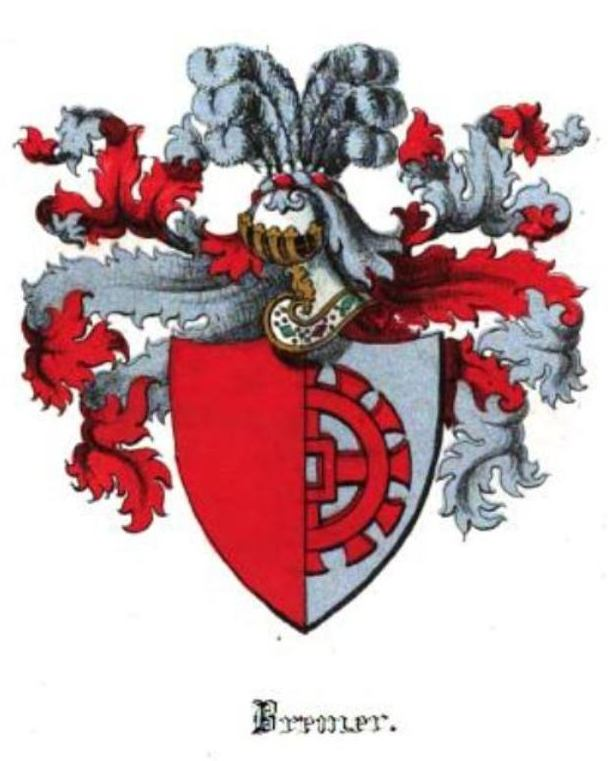
Wappen von Bremer

Das genaue Jahr der Errichtung ist unbekannt. Stammtruppe waren zwei cellische Schwadronen, die um 1664 wohl in schwedischen Diensten gestanden hatten. 1670 übernahm der Obrist Villier das Regiment. 1776 wurden die Schwadronen des Regiments Alt-Bremer (C IIA) mit den bereits ungefähr 1763 beigeordneten zwei hannoverschen Schwadronen des Regiments H.A. Sprengel, auch Alt-Sprengel (C IIB), vereint. Die Einheit trug nun den Namen Regiment „von Bremer“. Im Jahre 1783 erhielt das Regiment die Nr. 2, beziehungsweise die Namensgebung 2. Kavallerieregiment, welche es bis zu seiner Auflösung im Jahre 1803 behielt.

## Kommandeure
- um 1670 Obrist Villier
- 1671 Obrist Feige
- 1674 Generalmajor von Beauregard
- 1690 Obrist Brennecke
- 1694 Generalmajor de la Croix de Fréchapelle
- 1711 Generalmajor Johann Christian von Schlütter
- 1731 Oberst von Drewes
- 1732 Oberst Rathmann
- 1734, im April, Oberst Johann Carl von Montigny, starb als Generalmajor am 16. Juli 1754.
- 1754, im August, Oberst Carl Gustav von Dachenhausen, der 1758 das 5. Dragonerregiment des J. Cr. von Dachenhausen erhielt
- 1758, im August, Oberst Christian Friedrich von Bremer, bekannt als Bremer senior, befördert zum Generalmajor 1761, Generalleutnant 1762, General der Kavallerie 1777, verstorben 1781 (kommandierender Oberstleutnant des Regiments ab 1761: Georg Wilhelm von Ramdohr)[1]
- 1782 Oberst Hanns Carl von Hammerstein, zum Generalmajor befördert 1787, übernahm 1793 das 3. Kavallerie-Regiment.
- 1793 Oberst Prinz Ernst August, aus dem leichten 9. Dragoner-Regiment. Chef des Regiments bis zur Rückkehr nach England im März 1798.
- 1798 Oberst von Bülow, im Mai Stabsquartier Schwarmstedt, Regiment in Vissendorf. Im November 1798 zum Generalmajor befördert. Abschied von der mobilen Truppe 1799 (1799 kommandierender Oberstleutnant: von Dzierzanowsky, in Börry bei Hameln). 1803 war Brigadekommandeur Bülow als Chef vorübergehend wieder beim Regiment in Walsrode.
- 1803 Oberst Honosch Bogislaw von Dzierzanowsky, verhinderte eine Meuterei am Tag vor der Auflösung

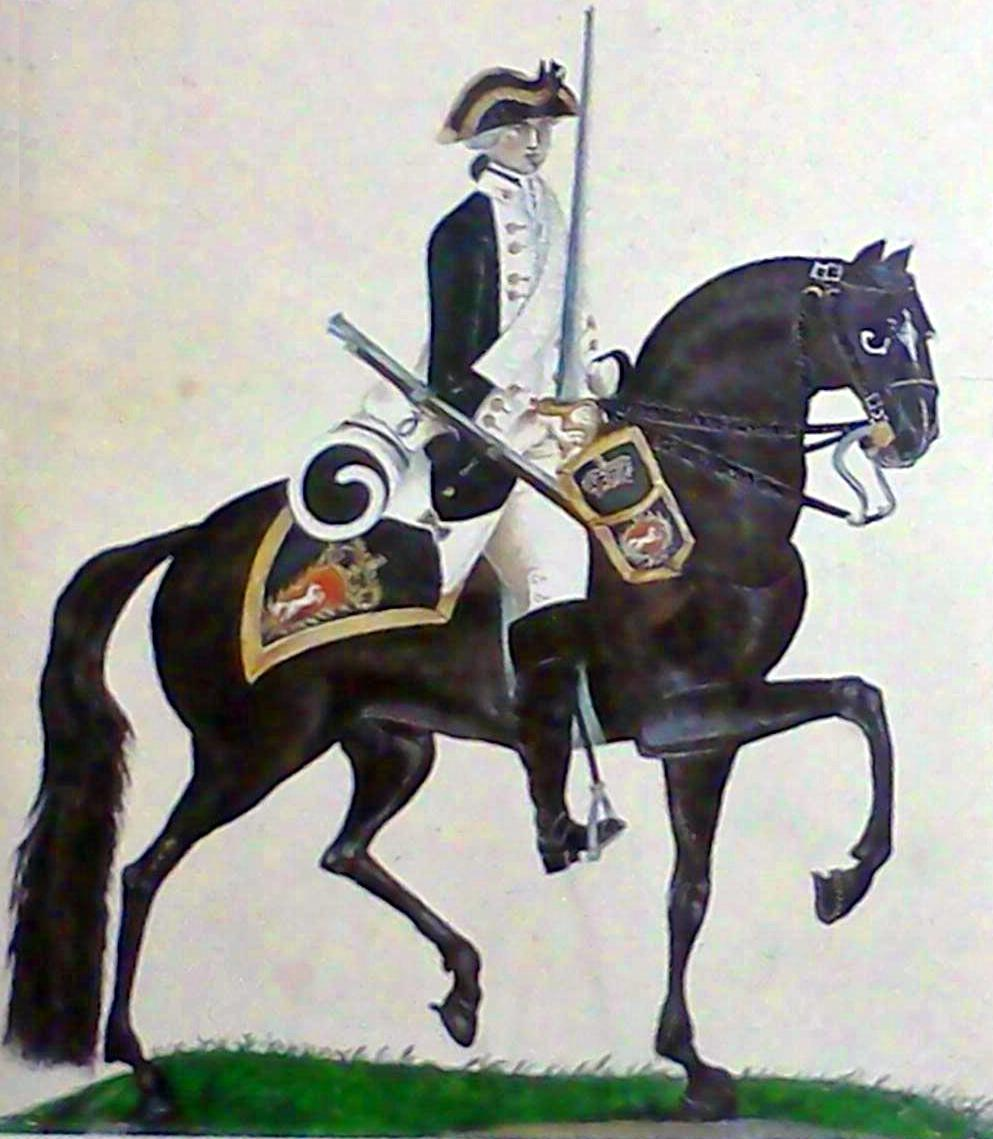
Uniform des Kurhannoverschen 2. Kavallerie-Regiments um 1790, im Gmundener Prachtwerk.

## Feldzüge und Gefechte
- um 1690 Teilnahme an Feldzügen gegen Türken und Franzosen.

### Spanischer Erbfolgekrieg
- 1700–1712 in Flandern und den Niederlanden
- 1706 Schlacht bei Ramillies
- 1708 Schlacht bei Oudenaarde
- 1709 Schlacht bei Malplaquet

### Großer Nordischer Krieg
- 1719 Schlacht bei Walsmühlen zwischen Schweden und Kurhannover

### Polnischer Thronfolgekrieg
- 1734–1735 mit kaiserlichen Truppen an der Rhein-Grenze gegen Frankreich

### Österreichischer Erbfolgekrieg
- 1742–1748  in der pragmatischen Armee Feldzüge am Rhein und in den Niederlanden
- Schlacht bei Dettingen, Schlacht bei Fontenoy,  Schlacht bei Roucoux,  Schlacht bei Lauffeldt

### Siebenjähriger Krieg
- Hastenbeck (1757), Krefeld (1758), Bergen (1759), Minden (1759), Warburg (1760).
- Im Gefecht bei Langensalza (15. Februar 1761) hielt eine Schwadron des Regiments unter Major von Falkenstein, wohl im Verbund mit Luckner'schen Einheiten, das Sächsische Infanterieregiment Prinz Anton für über zwei Stunden[2] auf, bis es durch nachrückende Dragoner unter Generalleutnant Reden gefangen genommen werden konnte.[3]
- Schlacht bei Vellinghausen (Juli 1761) in der zweiten Linie des rechten Flügels des Erbprinzen von Braunschweig. Keine Feindberührung.
- In der Schlacht bei Wilhelmsthal (Juni 1762) Einsatz als Teil des hessischen Kavallariekorps mit dem Leibgarde-Regiment, dem Dragonerregiment von Veltheim und dem Reiterregiment Hodenberg, attachiert an der 5. Kolonne unter dem Generalleutnant Prinzen von Anhalt.
- Im August 1762 Schlacht bei Nauheim.

### Koalitionskriege
- 1793–94, Einsatz im hannoverschen Kontingent der deutschen Reichsarmee gegen die in Deutschland eindringenden französischen Revolutionstruppen.[4]
- Teil des Belagerungscorps vor Valenciennes am 10. Juni 1793, mit zwei Schwadronen.
- Niederlage in der Schlacht bei Hondschoote (8. September 1793).
- Ende 1793 übernahm Prinz Ernst August auf königlichen Befehl widerstrebend das Regiment und beklagte Missstände bei Ausrüstung, Disziplin und Personal, die erheblich schlechter gewesen seien als in seinem vorherigen Regiment (leichtes 9. Dragoner-Regiment).[5]
- 26. März 1794 mit 2 Schwadronen  bei Tournai beim Corps Clerfait
- Rückzugsgefecht am 13. März 1795 bei Bentheim,
- Grenzsicherung in Ostfriesland 1795, keine Feindberührung.
- Noch in der Nacht zum 4. Juli 1803 erhielt das Regiment, während der laufenden Kapitulationsverhandlungen, im Lager bei Lauenburg den Befehl zum Aufsatteln, um einer befürchteten Elbüberquerung der Franzosen entgegenzutreten. Angesichts der aussichtslosen Allgemeinlage kam es zu einer Meuterei und zu Konflikten mit Offizieren des Leib-Regiments. Ein gewaltsamer Aufruhr von etwa 200 Mann des Regiments konnte in letzter Minute durch Kommandeur Dzierzanowsky verhindert[6] werden.

### Verbleib
Das Regiment wurde, nach vorübergehender Demobilisierung 1801, letztlich mit der Kapitulation Kurhannovers gemäß der Konvention von Artlenburg im Juli 1803 aufgelöst. Reste gingen später in der hannoverschen Legion der französischen Armee, in Einheiten des Königreichs Westphalen und der King’s German Legion auf.

## Verbandszugehörigkeit

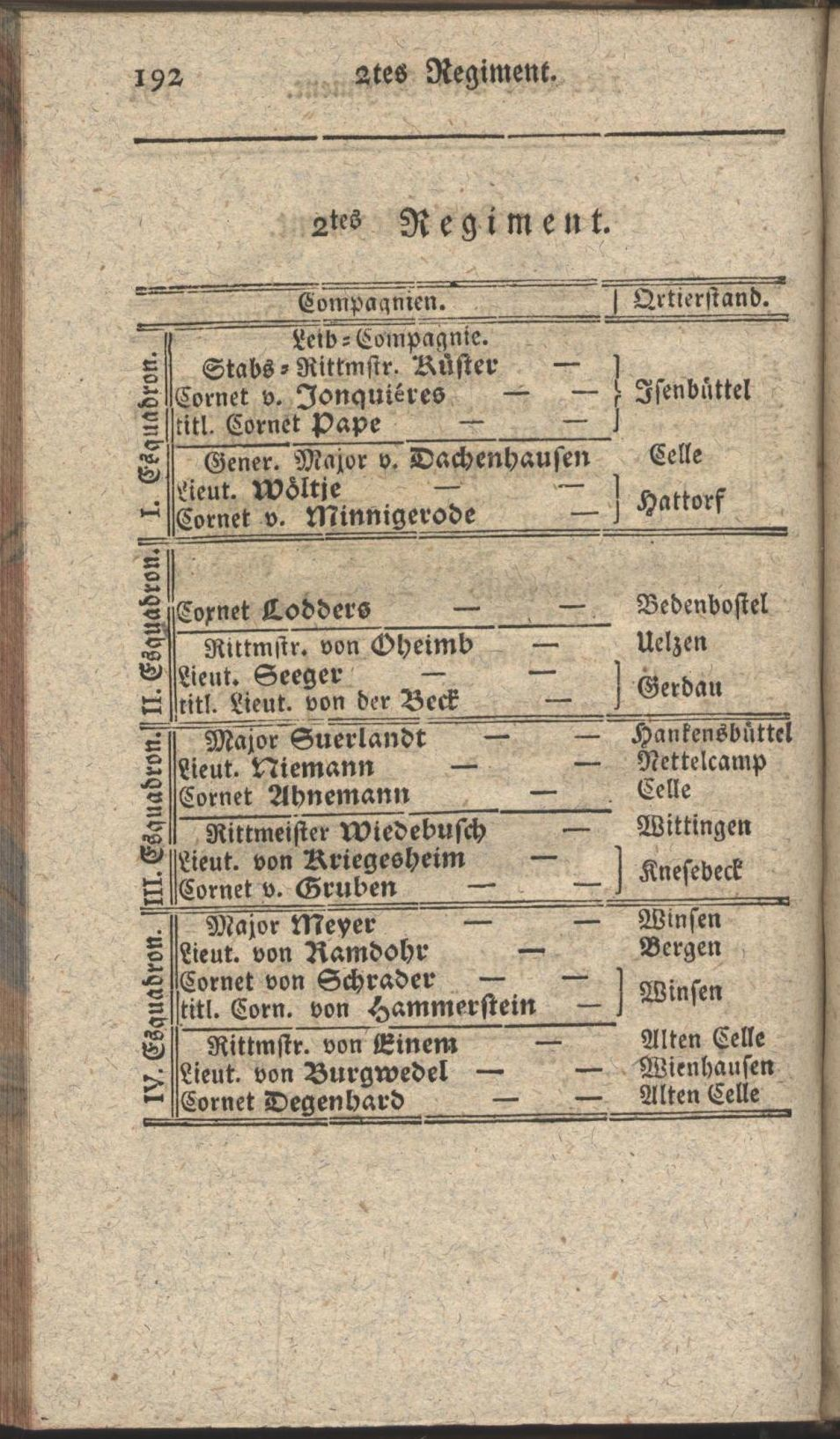
Stationierung 1791, nach C.G. Wurmb

### Feldzug 1794
- 1. Kavallerie-Brigade, stationiert in Tourcoing – Kommandeur Prinz Ernst August

### Gliederung ab 1798

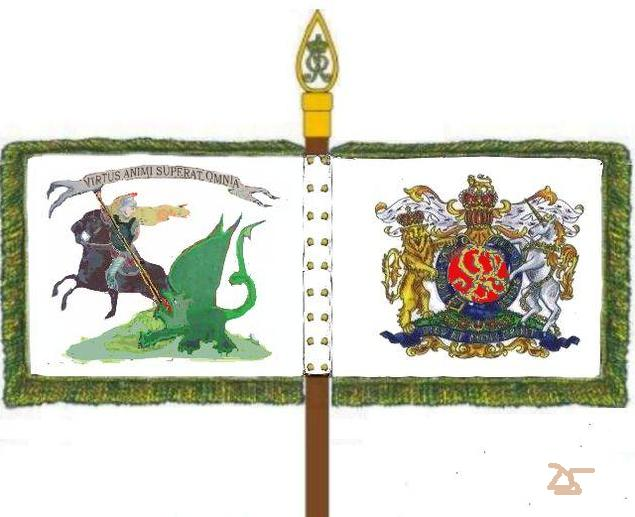
Leibstandarte, nach J. Niemeyer

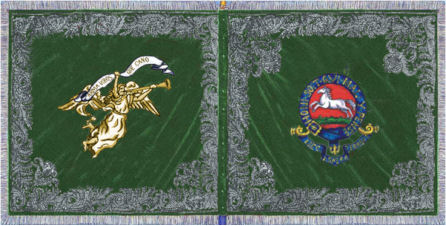
Rekonstruktion 2. Standarte, nach L. Sichart, Band 2., Kronoskaf

- Teil der 2. Kavallerie-Division Juni 1800 unter  Regimentschef: Generalmajor von Bülow bei Liebenau
- Garnisonen: 1791 Celle, Isenbüttel, Uelzen und Bergen. 1799 Börry bei Hameln. Ab 13. April 1800 Hagen, Liebenau; Juli Wittingen; November Fallersleben; Mai 1801 Celle; am 24. Mai 1803 Walsrode, 4. Juni 1803 Lager bei Soltau, 11. Juni Übergang hinter die Elbe bei Hohnstorf.
- Teil des 3. Corps am 24. Juni 1803 bei Lauenburg/Elbe

Kavalleriebrigade zusammen mit Leibgarde zu Pferde und 1.Kavallerie-Rgt. (Leibregiment), beinahe Meuterei am 4. Juli 1803.

## Uniform und Standarten
Von 1729 bis 1761 wurden ein langschößiger weißer Rock und paillefarbene Hosen getragen. Dazu kamen schwarze Kürassierstiefel. Die Abzeichenfarbe auf den Ärmel- und Schoßaufschlägen war hellgrün, ab 1740 in einem dunkleren Farbton, die Knöpfe und Borten silberfarben. Unterzeug war naturfarben. Kopfbedeckung war ein Dreispitz mit silbernem Besatzstreifen. Die Satteldecke war grün und am Rand reich verziert.
1761 wurde die dunkelblaue Uniform eingeführt. Die Abzeichenfarbe der schwedischen Ärmelaufschläge, Rabatten, Schoßaufschläge und dem liegenden Umschlagkragen war bis 1766 zunächst blaugrün, dann weiß, ebenso wie die Weste. Der Kragen war vorne an einem Knopf festgemacht. Die Knöpfe waren seit 1761 goldfarben, Knopflöcher der Rocktaschen waren weiß eingefasst. Satteldecke und Pistolentaschen waren dunkelblau mit goldener Borte und mit weißem Sachsenross in rotem Grund und Krone verziert, der runde Mantelsack war blau mit weißer Borte. Hut mit goldenem Besatz und schwarzer Kokarde. Offiziere trugen zwei goldene Epauletten. Das Lederzeug war sämtlich weiß, an weißem Bandelier über der linken Schulter hing die Patronentasche mit weißer Deckklappe. Der gerade Säbel wurde am Gürtel getragen.
Seit etwa 1700 bis 1803 führte das Regiment eine, im Historischen Museum Hannover bis zum heutigen Tag erhalten gebliebene, weiße Leibstandarte mit reitendem Georgsritter mit grünem Drachen, sowie eine grüne Standarte mit weißem Pferd. Pauken waren aus Kupfer, in grüner Farbe, verziert mit weißem Pferd unter stehendem Kurhut. Ob die zwei Standarten der 1776 aufgenommenen zwei Schwadronen des Regiments Alt-Sprengel bis 1803 in Gebrauch blieben, ist unklar, aber zu vermuten.